# Nikita Ivanovič Panin
Nikita Ivanovitch Panin (Danzica, 1718 – San Pietroburgo, 1783) è stato un politico e diplomatico russo, di fatto il mentore politico di Caterina la Grande durante i suoi primi diciotto anni di regno.
Fu l'ipotizzatore di un "alleanza nordica" tra Prussia, Polonia, Svezia, Russia e Gran Bretagna contro gli Asburgo, ma risultò indebolito allo scoppio della guerra turca. Si oppose invano alla spartizione della Polonia e nel 1772 contestò l'imperatrice Caterina di Russia, riuscendo però a mantenere un posto di riguardo.

## Biografia

### I primi anni e l'inizio della carriera
Nato a Danzica, in Polonia, Nikita Ivanovic Panin era figlio dal comandante russo della fortezza di Pärnu, città dell'attuale area dell'Estonia ove egli visse durante la propria giovinezza. Nel 1740 egli decise di entrare a far parte dell'esercito russo seguendo le orme paterne ed ebbe carriera facile, al punto che venne visto da molti come uno dei favoriti della zarina Elisabetta. Nel 1747 venne assegnato al servizio diplomatico ed inviato a Copenaghen come ambasciatore russo, ma alcuni mesi dopo venne trasferito a Stoccolma, ove rimase per i dodici anni successivi opponendosi al partito filo-francese. Gli storici asseriscono che durante questa sua prolungata residenza in Svezia, Panin abbia certamente avuto i primi rudimenti circa le riforme costituzionali che avrebbero poi contraddistinto il suo operato come uomo di stato in Russia. Politicamente egli si definiva come un pupillo di Aleksei Bestuzhev e come conseguenza, quando verso la metà del secolo la Russia si tramutò da francofoba a francofila, la posizione di Panin divenne molto complessa. Ad ogni modo egli trovò un valido sostenitore nel successore di Bestuzhev, Mikhail Vorontsov, e quando nel 1760 venne inaspettatamente nominato tutore del piccolo granduca Paolo, la sua influenza iniziò sempre più a crescere a corte.

### Il regno di Caterina
Panin supportò Caterina nella detronizzazione di suo marito, lo zar Pietro III e l'acclamò ufficialmente nuova zarina nel 1762, ma la gelosia dei numerosi amanti di Caterina gli causò continui strappi con l'imperatrice. Questa invidia era tale che per non perdere la propria influente posizione, Panin giunse a chiedere alla zarina di rinunciare al trono in favore del figlio Paolo e di limitarsi ad operare come reggente in suo nome, cercando così di arginare l'influenza dei favoriti della zarina e suggerire l'avanzata del principe ereditario da lui istruito al governo e sicuramente a lui favorevole. Ma Caterina, comprendendo la vera natura dei fatti, si oppose a questo progetto pur continuando a mantenere Panin a corte come valido consigliere e ministro degli esteri.
Panin fu difatti l'inventore del famoso Accordo del nord, col quale egli si proponeva di combinare le alleanze di Russia, Prussia, Polonia, Svezia ed eventualmente Gran Bretagna contro i Borboni in Francia e gli Asburgo in Austria e nell'Impero. Ad ogni modo il tentativo di riunire insieme nazioni così differenti tra loro per carattere e tradizioni, si tramutò in un colossale fallimento. La Gran Bretagna, ad esempio, non poté mai essere persuasa ad accettare questo compromesso in quanto era tutto suo interesse strumentalizare il partito filo-francese in Svezia. Anche se quest'idea dell'Accordo del nord non si concretizzò mai, ad ogni modo ebbe notevoli conseguenze nell'influenzare la politica della Russia per molti anni, il che spiega anche la strana tenerezza mostrata da Panin nei confronti della Polonia che, piuttosto che essere annessa direttamente alla Russia e cancellata come stato indipendente, veniva vista più favorevolmente come uno stato cuscinetto, utile al suo progetto di accordo.
Tutte le questioni diplomatiche dal 1762 al 1783 riguardanti la Prussia sono da ricondurre al nome di Panin e fu infatti solo in quell'ultimo anno, dopo che la Russia aveva investito inutilmente mezzo milione di rubli per gettare le basi dell'Accordo del nord, che la sua influenza iniziò a decadere.

### La decadenza
Dopo il 1772, quando Gustavo III deviò i piani di Panin in Svezia, il ministro russo iniziò una politica di stato più asservita a Federico II di Prussia. Ad ogni modo, come nel caso della Polonia, le sue visioni erano però differenti sia da quelle di Federico che da quelle della zarina Caterina. Egli aveva garantito infatti l'integrità del territorio polacco piazzando Stanislao II sul trono di Polonia, di modo che lo stato rimanesse indiviso e rimanesse comunque nell'orbita della Russia. Egli ad ogni modo non aveva previsto le complicazioni che stavano sorgendo per l'interferenza della Russia negli affari interni della Polonia. Per questo la Confederazione di Bar e la successiva guerra russo-turca lo colsero completamente di sorpresa e contribuirono notevolmente ad indebolire la sua posizione. Egli dovette soccombere nel caso della prima partizione della Polonia.
Panin a questo punto pensò di compiacere Caterina occupandosi del matrimonio per il granduca Paolo proponendo un'alleanza politica e matrimoniale con la Prussia, dal momento che la politica della zarina stava inclinandosi verso l'Austria. Panin riuscì a mantenere la propria influenza sul futuro zar che crebbe come un vero e proprio ammiratore del re di Prussia, al punto che voci popolari d'epoca vedevano una cospirazione di Panin e di Paolo ai danni di Caterina. Con la crescita dell'influenza austriaca alla corte russa, Panin trovò un nuovo nemico nell'imperatore Giuseppe II, ed i suoi sforzi per impedire un'alleanza matrimoniale tra Russia ed Austria finirono con l'infastidire a tal punto la zarina che fu ella ad estrometterlo dal consiglio di stato nel maggio del 1781, visibilmente dispiaciuta ma sollevata per la politica estera ed i suoi progetti. Dietro queste dimissioni forzate, a lungo si è discusso tra gli storici ma certamente non furono tutte farina del sacco di Caterina dal momento che sia il generale russo Grigori Potemkin che l'ambasciatore inglese, James Harris (poi I conte di Malmesbury), erano entrambi schierati contro Panin.
Panin morì due anni dopo il suo ritiro dalla politica a San Pietroburgo.
Massone, figura come membro di una delle logge scozzesi di Elagin, come cavaliere scozzese, fu Gran Maestro aggiunto della Gran Loggia nel 1776.